# فيولا فلورنسا بارنز
فيولا فلورنسا بارنز (بالإنجليزية: Viola Florence Barnes)‏ هي مؤرخة أمريكية، ولدت في 28 أغسطس 1885 في ألبيون في الولايات المتحدة، وتوفيت في 1 يوليو 1979.